# 브런치카페
브런치카페는 MBC FM4U(수도권 기준 FM 91.9MHz)에서 매일 오전 11시부터 낮 12시까지 방송되었던 라디오 프로그램이다.
단, 강원권, 부산권, 제주권 평일은 방송되지 않는다.
2025년 5월 26일부터 7월 6일까지 스페셜DJ 체제로 진행 후, 폐지된다.
2025년 7월 6일 자로 3년 만에 폐지되었다. 

## DJ
- 가수 이석훈 (남) : 2022년 3월 28일 ~ 2025년 5월 25일

### 스페셜 DJ
- 배우 장동윤 (남) : 2025년 5월 26일 ~ 6월 8일
- 방송인 겸 아나운서 강지영 (여) : 2025년 6월 9일 ~ 6월 22일
- 배우 문채원 (여) : 2025년 6월 23일 ~ 6월 29일
- 야구 선수 출신 박찬호 (남) : 2025년 6월 30일
- 가수 자이언티 (남) : 2025년 7월 1일 ~ 7월 2일
- 가수 최정훈 (남) : 2025년 7월 3일
- 방송인 박경림 (여) : 2025년 7월 4일 ~ 7월 6일

## 코너 소개
매일 코너
- 우리의 얘기를 쓰겠소

요일 코너
- 월요일 : 월요 오픈런
- 화요일 : 잠깐 커피나 할까?
- 수요일 : 청개구리 선곡: 봄, 사랑, 가사 말고
- 목요일 : 이토록 매력적인
- 금요일, 토요일 : 뿅뿅~ 라디오!락실
- 일요일 : 브플리

## 지역 방송국 프로그램
| 프로그램                   | 방송지역                | 방송국                                | 진행자         | 주파수 |
| -------------------------- | ----------------------- | ------------------------------------- | -------------- | --- |
| 김용석의 브런치카페 (매일) | 강원특별자치도          | 원주문화방송 춘천문화방송 MBC강원영동 | 김용석         | FM 98.9MHz (원주), FM 94.5MHz (춘천), FM 98.3MHz (인제), FM 94.3MHz (강릉), FM 90.7MHz (양양), FM 99.9MHz (삼척), FM 98.1MHz (태백) |
| 가정음악실 (매일)          | 부산광역시, 양산시 일부 | 부산문화방송                          | 안희성         | FM 88.9MHz |
| MBC 뮤직 스테이션 (금요일) | 목포시, 전라남도 서남부 | 목포문화방송                          | 허연주, 최다훈 | FM 102.3MHz |
| 브라보 11시 (평일)         | 제주특별자치도          | 제주문화방송                          | 장인정         | FM 90.1MHz (제주시), FM 102.5MHz (제주시 서부), FM 102.9MHz(서귀포시)                                                               |

## 여담
- 골든디스크의 후속 프로그램으로 편성되었다.
- 2022년 6월 15일, 6월 16일, 6월 18일 한남동 '맥심 플랜트'에서 팝업스튜디오 형식으로 공개방송을 했다.
- 2022년 7월 7일 ~ 7월 13일 DJ 이석훈의 코로나 19 확진 판정으로 스페셜DJ가 진행하였다.
- 2022년 9월 11일, 9월 16일, 10월 1일에는 가을특집 생방송, '주말엔 가든으로' 특집으로 가든스튜디오에서 보이는 라디오로 진행되었다.
- 2022년 12월 27일 "너와 나의 겨울 이야기"라는 제목으로 첫 공개 녹화방송을 했다. 실황은 2022년 12월 30일, 12월 31일 이틀에 걸쳐 방송되었고 12월 31일 방송 후 무편집 full 영상이 공개되었다. 1부 , 2부
- 2023년 6월 16일 MBC 라디오 캠페인 <잠깐만 토크콘서트>[12] 녹음 공개방송 관계로 결방되었다.
- 2023년 9월 15일 MBC 라디오 캠페인 <잠깐만 토크콘서트 – 오히려 좋아!> 녹음 공개방송 관계로 결방되었다.
- 2023년 12월 29일 MBC 라디오 캠페인 <잠깐만 토크콘서트 – The Writers> 녹음 공개방송 관계로 결방되었다.
- 2024년 12월 3일부터 2025년 1월 13일까지 6주간의 휴가로 DJ 자리를 비웠다.
- 2025년 5월 2일 본업을 위해 5월 25일부로 하차한다고 밝혔다. 5월 26일부터는 스페셜 DJ 체제로 진행되다가 7월 7일부터 표준FM에서 동 시간대에 방송되던 안녕하세요 이문세입니다가 본 시간대로 옮겨 매일 5분 확대 편성된다.
- 2025년 6월 16일부터 2025년 6월 25일까지 본 프로그램 앞 시간대의 오늘아침도 DJ 윤상의 휴가로 스페셜 DJ가 진행하게 되면서 MBC FM4U 오전 9~11시대에는 두 프로그램 연속으로 스페셜 DJ가 진행하는 진풍경이 펼쳐지고 있다.

## 같이 보기
- 대중음악
- 연예오락
- 장일범의 유쾌한 클래식 (월~토요일), 이준형의 비욘드 클래식 (일요일) (cpbc FM)

## 수상 목록
- 2022년 MBC 방송연예대상 라디오부문 남자 신인상 (이석훈)
- 2023년 MBC 방송연예대상 라디오 부문 남자 우수상 (이석훈)